# Universidade de Salerno
A Universidade de Salerno (em italiano, Università degli studi di Salerno) é uma instituição de ensino superior localizada na cidade de Salerno, na Itália, fundada em 1968, embora suas origens remontem a muito antes, por volta do século VIII d.C.

## Ligação externa
- Página oficial